# Cosmiocryptus leptaechma
Cosmiocryptus leptaechma là một loài tò vò trong họ Ichneumonidae.